# 小泉劇場

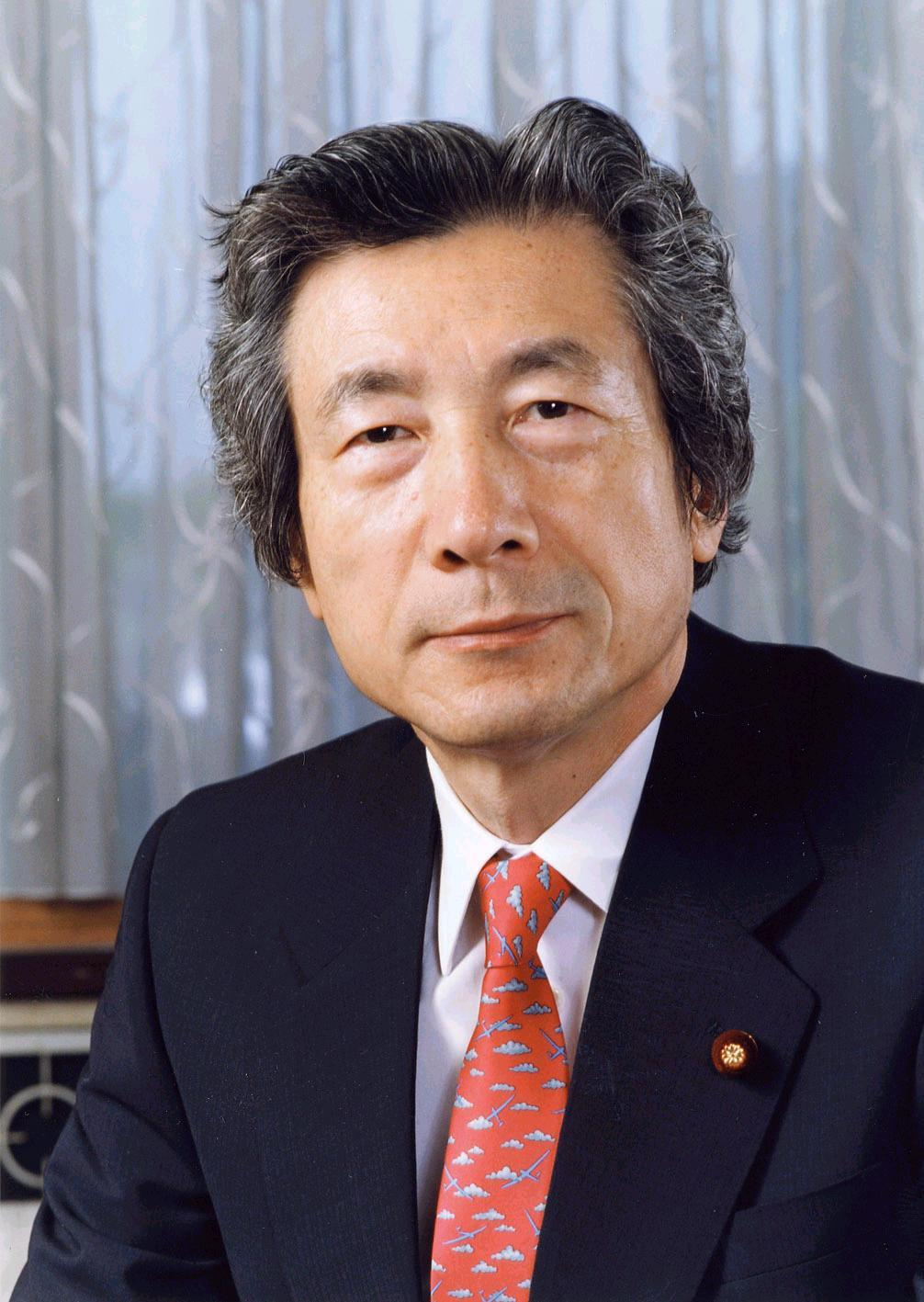
小泉純一郎

小泉劇場（こいずみげきじょう）とは、小泉純一郎が内閣総理大臣在任中に用いた劇場型といわれる2005年の政治手法のことを指す俗語。マス・メディアによる命名である。2005年の新語・流行語大賞でもある。

## 概要
小泉劇場という言葉はマスコミによって作られた造語であり、解散直後は反小泉陣営から小泉首相の政治手法を批判する際にしきりに使われた。しかし、後に小泉支持者からも小泉首相の政治手法を肯定する意味で使われるようになった。さらに、「小泉純一郎首相の主演・監督・脚本・演出の小泉劇場」という表現も使われるようになった。
2005年の新語・流行語大賞に「小泉劇場」が選ばれ、武部勤自民党幹事長が受賞者を務めた。関連として「刺客」も流行語に選ばれている。

## 経緯

### 前史
失われた10年を経て政治家・官僚不信が極限に高まっていた2001年、小泉純一郎は旧自民党の象徴とされた橋本龍太郎を破って総理大臣に就任した。「自民党をぶっ壊す」と語り、自民党内の抵抗勢力との対決姿勢を演出し、世論の人気を背景に選挙で大勝した2001年の参院選の「小泉ブーム」を起こした。
小泉は構造改革などで多用したワンフレーズ政治、当時懇意だった田中真紀子による毒舌応援演説、X JAPANやオペラ、ワインが好きなどの点がバラエティ色を強くしてテレビ等で何度も放映されたことから、ノンポリ層にまで知名度を上げていき、旧来の勢力に対する国民の代弁者として祀り上げられ、一種の社会現象化していた。
一方で前年の第20回参議院議員通常選挙では民主党の猛追を受けており、人気にも陰りが見えていた。

### 解散前
2005年、小泉純一郎は郵政国会において郵政民営化法案を本国会で成立させることを公言し、法案不成立の場合は衆議院を解散し総選挙を行うことを明言した。郵政民営化法案は衆議院を通過後、参議院で審議されていたが、衆議院採決で自民党から37人の反対・14人の棄権が出るなど自民党内の反発も多く、本国会での法案成立は困難が予想された。自民党内では衆議院を解散すれば党内に遺恨を残し、総選挙で自民党が民主党に負けて下野する予想があったため、法案修正案や継続審議案による解散回避論が高まっていた。
小泉純一郎はこれらの党内融和論には妥協せず、法案を修正すること無く参議院本会議で可決・成立させる意向を示した。8月6日、首相の出身派閥領袖であり前首相である森喜朗が小泉に衆議院解散を思いとどまるよう説得を試みたが、小泉純一郎は「信念だ。殺されてもいい」と解散回避の説得を聞き入れなかった。この時、小泉は高級チーズ・ミモレットを供し、森は小泉のこの歓待をネタにしてその決断を「干からびたチーズ一切れ（ミモレットはかなり乾いた食感を有する）と缶ビールしか出さなかった。俺もさじ投げたな。あれ（小泉）は『変人以上』だ」と評した。後に森は「あの時は小泉君に怒って出て行った風にしてくれと言われたのであのように言った」として、党内外に小泉は本気で解散をやるぞというシグナルを送ったつもりだった旨を述懐している。

### 解散・総選挙

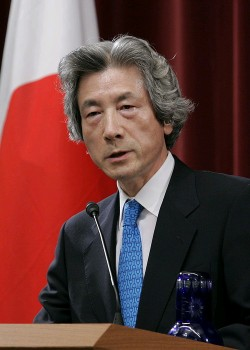
解散後の小泉の会見（2005年8月8日）

8月8日、郵政民営化法案は参議院本会議採決でも自民党から22人の反対・8人の棄権が出たため否決された。これを受け、小泉純一郎は郵政民営化に対して国民の信を問うために、解散への署名を拒否して辞表を提出した島村宜伸農水相を罷免してまで衆議院解散（郵政解散）をし、総選挙に踏み切った。
解散後に首相官邸で行われた首相声明では、郵政民営化に対する意気込みを示した。同時に「与党で過半数を取れなければ退陣する」と明言した。
さらに、国会採決で郵政民営化法案に反対した自民党衆院議員は自民党候補として公認せず、これらに対抗して郵政民営化賛成候補（いわゆる刺客；後述）を擁立した。このことによって自民党は事実上の分裂選挙の様相を呈した。さらに、女性候補を自民党比例名簿上位に登載するなどして、選挙戦で女性候補を注目させる選挙戦術を取った。また、料理研究家の藤野真紀子やIT起業家の堀江貴文などタレント候補を多数擁立した。堀江は無所属候補であり自民党は公認や推薦をしなかったが、事実上支援した。なお、自民党反郵政民営化の選挙区で自民党候補として要請されたが断られた例もあった（白石真澄・大平光代）。
マスメディアは郵政民営化について自民党執行部が主張するメリットと造反組が主張するデメリットとを上げてその双方を比較する一方で、小泉首相の強権的姿勢には批判的な報道が多かった。しかし、上述の解散経緯によって、小泉へのマスメディアの注目力を上昇させた。選挙中は与党候補は一貫して郵政民営化を訴え、郵政民営化を国民的議題に乗せ、郵政民営化を問う選挙にすることに成功した。解散当初は自民党の分裂選挙で民主党が漁夫の利を得ると思われていたが、自民党の分裂選挙が大きく注目されて郵政民営化が選挙の争点となったため、法案審議中に郵政改革に対して明白な政策を打ち出していなかった民主党は自民党の分裂選挙に完全に埋没した。

### 総選挙圧勝・郵政法案成立
「官か?民か?」という単純で分かりやすい選択を国民に求めることにより、「公的年金流用問題」、「大阪市の厚遇問題」などで高まった「官」に対する国民の不信感なども背景に、郵政民営化賛成の世論をつくった。
9月11日の総選挙では、与党・自民党が圧勝した。特に、従来弱かった都市部において自民党が大勝したことは「逆1区現象」とも呼ばれた。また、比例区の東京ブロック・南関東ブロック・近畿ブロック・四国ブロックでは自民党重複候補の多くが当選し、比例名簿の下位順位の候補に議席が配分され、比例下位順位の当選者が13人も存在した。当の自民党でさえこれほどの大勝は予測できなかったようで、比例での当選者の中には便宜的に立候補させていた党職員や、ほとんど選挙運動をしなかった候補者さえ存在した。また、東京ブロックは自民の全比例候補が当選してもなお当選枠が余ったため、1議席が社民党に配分される事態にまでなった。
与党・自民党は総選挙によって480議席中327議席と3分の2以上の議席を獲得した。これは、仮に参議院で法案が否決されても、「衆議院の優越」によって衆議院の3分の2以上の再可決で法案成立が可能となったため、小泉純一郎の郵政法案が成立する土壌が整った。また、この選挙での自民党の大勝、議席増大により、小泉首相の影響力も強まった。この選挙で当選した自民党新人議員は小泉チルドレンと呼ばれた。10月14日、郵政法案は国会で可決・成立した。
森喜朗は、「元々、国民の関心は、年金や税制の方が上で、郵政は下の方だった。でも選挙になると郵政は年金に次ぐ二番手になった。理由は賛成派も反対派も郵政のことばかり話したからだ。小泉さんも『郵政』『郵政』って余計なことをしゃべらせなかった。みんな見事にひっかかった。小泉さんによる報道管制が敷かれたようなものだよ」と評した。
若者に支持されたことには合理性があるという見解もある。「郵政民営化が切り捨てる層」が象徴していたのは組合に守られた正社員、中高年ホワイトカラーであり、そうした「特権層」の打倒が期待されたためである。浅野健一は、メディアの影響論がマスコミで主流なのは、マスコミ関係者自身が特権層の一部だからと述べている。

## 刺客
小泉純一郎は衆議院を解散した際、選挙区の有権者に郵政民営化賛成の選択肢を与えるため、郵政民営化法案に反対した自民党衆院議員は自民党として公認せず、郵政民営化賛成派候補を擁立することを表明した。
8月10日、小林興起の選挙区である東京10区に自民党公認候補として小池百合子を落下傘候補として擁立すると、亀井静香が「造反するところに刺客を放って相打ちにして、民主党を当選させていいのか。」と分裂選挙を批判した。しかし、この発言から「刺客」が逆にもてはやされ、マスメディアにも大きく取り上げられることになった。
この選挙で自民党は、造反選挙区において選挙区と縁のない落下傘候補を多数擁立していた。また、数人の女性候補を擁立し、彼女たちは女性刺客、くノ一候補とマスメディアで呼ばれた。そして、自民党は女性候補を自民党比例名簿上位に登載するなどして、選挙戦で女性候補を注目させる選挙戦術を取った。
造反選挙区における自民党候補は、当初、造反議員を落とす為だけの対立候補とみなされていた。自民党比例名簿上位に登載され、復活当選がほぼ確実視されていた造反選挙区の自民党候補が存在したことも、小選挙区当選を目指しての擁立ではないとみなされる要因になった。
8月11日、自民党所属の行政改革担当相である村上誠一郎は小池百合子を「自民党の上戸彩だからな」と、映画で女刺客の「あずみ」を演じた上戸彩に例えた。また、8月29日の主要六党首討論では小泉も「刺客」の語を使った。刺客は自民党が郵政民営化反対派に立てた候補の代名詞となった。
8月19日、自民党が空白区であった亀井静香の選挙区である広島6区で堀江貴文（当時、ライブドア社長）を郵政賛成派候補として擁立。堀江は無所属として立候補したが、立候補の記者会見を自民党本部で行っていたこと、広島6区で自民党・公明党が候補を擁立しなかったこと、武部勤自民党幹事長や竹中平蔵国務大臣など自民党大物幹部が堀江の応援演説に訪れていたことから、自民党による亀井への対立候補として世間から認知されるようになった。当事者であり、「刺客」という言葉を最初に用いていた亀井は堀江について「自民党の刺客が自民党を名乗らない。忍者かね」と評した。
ところが、その前日8月28日、自由民主党は世耕弘成幹事長補佐名で、
- 自民党は自党候補を刺客と呼んだことはない。
- 刺客は「暗殺者」を意味し、国政選挙候補の呼び名として相応しくない。
- 刺客には「人殺しをする人」というイメージがあり、自民候補のイメージダウンを図る効果が生じている。

と理由を挙げ、「刺客」は使わないように報道各社に申し入れた。日本のマスメディアの多くは自民党幹部が使っていたにもかかわらずこの申し入れを受け入れた。
一方、欧米語のマスメディアでは選挙後の報道を含め、刺客に対応する語である "assassin" （暗殺者）などが使われた。衆院選終了後、郵政造反組への対立候補を擁立した選挙区について「刺客選挙」と呼称されることもあった。

## 造反選挙区一覧
以下は郵政民営化法案に反対票を投じた自民党前議員の選挙直後の勝敗である。

### 一覧表
| 選挙区        | 郵政賛成派候補 | 郵政賛成派候補 | 郵政賛成派候補 | 郵政賛成派候補 | 自民系郵政反対派 前議員 | 自民系郵政反対派 前議員 | 自民系郵政反対派 前議員 |       | 野党候補   | 野党候補  | 野党候補 | 野党候補 |
| 選挙区        | 氏名           | 重複 状況      | 所属           | 結 果          | 氏名                    | 重複 状況               | 所属                    | 結 果 | 氏名       | 重複 状況 | 所属     | 結 果    |
| 北海道第10区  | 飯島夕雁       | 上位           | 自民           | 比             | 山下貴史                | 小単                    | (自民)                  | ×     | 小平忠正   | 重複      | 民主     | ○        |
| 青森県第4区   | 木村太郎       | 重複           | 自民           | ○              | 津島恭一                | 重複                    | 国民                    | ×     | 渋谷修     | 重複      | 民主     | ×        |
| 秋田県第2区   | 小野貴樹       | 重複           | 自民           | ×              | 野呂田芳成              | 小単                    | (自民)                  | ○     | 佐々木重人 | 重複      | 民主     | ×        |
| 埼玉県第11区  | 新井悦二       | 重複           | 自民           | ○              | 小泉龍司                | 小単                    | (自民)                  | ×     | 八木昭次   | 重複      | 民主     | ×        |
| 東京都第10区  | 小池百合子     | 重複           | 自民           | ○              | 小林興起                | 重複                    | 日本                    | ×     | 鮫島宗明   | 重複      | 民主     | ×        |
| 東京都第12区  | 太田昭宏       | 小単           | 公明           | ○              | 八代英太                | 小単                    | 離党                    | ×     | 藤田幸久   | 重複      | 民主     | ×        |
| 富山県第3区   | 萩山教嚴       | 重複           | 自民           | 比             | 綿貫民輔                | 重複                    | 国民                    | ○     | 向井英二   | 重複      | 民主     | ×        |
| 福井県第1区   | 稲田朋美       | 上位           | 自民           | ○              | 松宮勲                  | 小単                    | (自民)                  | ×     | 笹木竜三   | 重複      | 民主     | 比       |
| 山梨県第2区   | 長崎幸太郎     | 重複           | 自民           | 比             | 堀内光雄                | 小単                    | (自民)                  | ○     | 坂口岳洋   | 重複      | 民主     | ×        |
| 山梨県第3区   | 小野次郎       | 上位           | 自民           | 比             | 保坂武                  | 小単                    | (自民)                  | ○     | 後藤斎     | 重複      | 民主     | 比       |
| 岐阜県第1区   | 佐藤ゆかり     | 上位           | 自民           | 比             | 野田聖子                | 小単                    | (自民)                  | ○     | 柴橋正直   | 重複      | 民主     | ×        |
| 岐阜県第4区   | 金子一義       | 重複           | 自民           | ○              | 藤井孝男                | 小単                    | (自民)                  | ×     | 熊谷正慶   | 重複      | 民主     | ×        |
| 岐阜県第5区   | 和仁隆明       | 重複           | 自民           | ×              | 古屋圭司                | 小単                    | (自民)                  | ○     | 阿知波吉信 | 重複      | 民主     | ×        |
| 愛知県第7区   | 鈴木淳司       | 重複           | 自民           | ○              | 青山丘                  | 比単                    | 日本                    | 辞    | 小林憲司   | 重複      | 民主     | ×        |
| 静岡県第7区   | 片山さつき     | 上位           | 自民           | ○              | 城内実                  | 小単                    | (自民)                  | ×     | 阿部卓也   | 重複      | 民主     | ×        |
| 滋賀県第2区   | 藤井勇治       | 重複           | 自民           | 比             | 小西理                  | 小単                    | 離党                    | ×     | 田島一成   | 重複      | 民主     | ○        |
| 京都府第4区   | 中川泰宏       | 重複           | 自民           | ○              | 田中英夫                | 小単                    | (自民)                  | ×     | 北神圭朗   | 重複      | 民主     | 比       |
| 大阪府第2区   | 川条志嘉       | 重複           | 自民           | ○              | 左藤章                  | 小単                    | (自民)                  | ×     | 萩原仁     | 重複      | 民主     | ×        |
| 奈良県第1区   | 鍵田忠兵衛     | 重複           | 自民           | 比             | 森岡正宏                | 小単                    | (自民)                  | ×     | 馬淵澄夫   | 重複      | 民主     | ○        |
| 奈良県第2区   | 高市早苗       | 上位           | 自民           | ○              | 滝実                    | 重複                    | 日本                    | 比    | 中村哲治   | 重複      | 民主     | ×        |
| 鳥取県第2区   | 赤沢亮正       | 重複           | 自民           | ○              | 川上義博                | 小単                    | (自民)                  | ×     | 山内功     | 重複      | 民主     | ×        |
| 島根県第2区   | 竹下亘         | 重複           | 自民           | ○              | 亀井久興                | 重複                    | 国民                    | 比    | 小室寿明   | 重複      | 民主     | ×        |
| 岡山県第2区   | 萩原誠司       | 重複           | 自民           | 比             | 熊代昭彦                | 出馬 断念               | (自民)                  | 辞    | 津村啓介   | 重複      | 民主     | ○        |
| 岡山県第3区   | 阿部俊子       | 上位           | 自民           | 比             | 平沼赳夫                | 小単                    | (自民)                  | ○     | 中村徹夫   | 重複      | 民主     | ×        |
| 広島県第6区   | 堀江貴文       | 小単           | 無所属         | ×              | 亀井静香                | 小単                    | 国民                    | ○     | 佐藤公治   | 重複      | 民主     | ×        |
| 徳島県第2区   | 七条明         | 上位           | 自民           | 比             | 山口俊一                | 小単                    | (自民)                  | ○     | 高井美穂   | 重複      | 民主     | ×        |
| 福岡県第10区  | 西川京子       | 上位           | 自民           | ○              | 自見庄三郎              | 小単                    | (自民)                  | ×     | 城井崇     | 重複      | 民主     | ×        |
| 福岡県第11区  | 山本幸三       | 重複           | 自民           | 比             | 武田良太                | 小単                    | (自民)                  | ○     | 稲富修二   | 重複      | 民主     | ×        |
| 佐賀県第2区   | 土開千昭       | 重複           | 自民           | ×              | 今村雅弘                | 小単                    | (自民)                  | ○     | 大串博志   | 重複      | 民主     | 比       |
| 佐賀県第3区   | 広津素子       | 上位           | 自民           | 比             | 保利耕輔                | 小単                    | (自民)                  | ○     | 柳瀬映二   | 重複      | 社民     | ×        |
| 大分県第1区   | 佐藤錬         | 重複           | 自民           | 比             | 衛藤晟一                | 小単                    | (自民)                  | ×     | 吉良州司   | 重複      | 民主     | ○        |
| 宮崎県第2区   | 上杉光弘       | 重複           | 自民           | ×              | 江藤拓                  | 小単                    | (自民)                  | ○     | 黒木健司   | 重複      | 民主     | ×        |
| 宮崎県第3区   | 持永哲志       | 重複           | 自民           | ×              | 古川禎久                | 小単                    | (自民)                  | ○     | 外山斎     | 重複      | 民主     | ×        |
| 鹿児島県第3区 | 宮路和明       | 重複           | 自民           | ○              | 松下忠洋                | 小単                    | (自民)                  | ×     | 野間健     | 重複      | 民主     | ×        |
| 鹿児島県第5区 | 米正剛         | 重複           | 自民           | ×              | 森山裕                  | 小単                    | (自民)                  | ○     | 柴立俊明   | 小単      | 共産     | ×        |

#### 凡例
- 結果欄
○ - 小選挙区当選
比 - 比例復活当選
× - 落選
辞 - 小選挙区での立候補を辞退
- 重複状況欄
重複 - 比例重複
上位 - 比例上位重複（大勢の重複候補より名簿順位が上位）
小単 - 小選挙区単独立候補
比単 - 比例区単独立候補
- 所属欄
自民 - 自由民主党
公明 - 公明党
国民 - 国民新党
日本 - 新党日本
(自民) - 自民党籍を維持したまま無所属で立候補
離党 - 自民党に離党届を提出して無所属で立候補
民主 - 民主党
社民 - 社会民主党
共産 - 日本共産党

#### 註
- 自民系郵政反対派前議員村井仁の選挙区である長野2区に関しては、郵政賛成派候補である関谷理記の擁立前に村井が立候補辞退を表明したため、不記載。
- 自民系郵政反対派前議員能勢和子は前回の総選挙では比例中国ブロックで当選しており、自民党非公認での小選挙区単独立候補を断念したため、不記載。

### 結果
- 郵政賛成派　15勝
- 郵政反対派　15勝
- 民主党　5勝

## その他の選挙戦術
- 郵政民営化法案に反対した自民党議員の中には、「郵政民営化には賛成であるが、議論が尽くされておらず、国民の理解が得られないと判断し、継続審議が必要だ」、「この郵政民営化は、国民の貴重な財産である郵貯や簡保が外資に奪われる」、「この法案では民営化された会社による民業圧迫につながる」と主張し、反対した議員も存在した。しかし、小泉のメディアにおける発言が大きく注目されたことにより、「反対派はすべて郵政族であり、郵政民営化を頭ごなしに反対する勢力」という小泉の意見を国民に印象づけた。
- 小泉は政治家を志してから一貫して福田赳夫元首相を師と仰いでいた。そのため、角福戦争を繰り広げ、福田の政敵であった田中角栄元首相の流れをくむ平成研究会（旧橋本派）を一掃しようという狙いもあったとされる。
- 小泉は、1990年代前半の衆院選における小選挙区制導入議論において、自民党の公認権限によって党内有力派閥である経世会（竹下派や小渕派）に生殺与奪の権を握られるとして小選挙区制導入に反対していた。しかし、2005年の衆院選では小泉は小選挙区制の要素を最も活用して大勝に導いた。
- 自由民主党広報本部長代理の世耕弘成によると、自民党は選挙戦で以下のような戦略を行ったと述べている。
  - 衆議院解散後の小泉首相の記者会見に関する報道特別番組は瞬間視聴率は20％を超えたとされ、自民党は選挙CMは当初はこの首相演説の映像を用いようとしたが内閣の職務で行われた性格から断念し、代わりに首相演説時と同じネクタイやカーテンを用いて小泉首相が立って国民に郵政民営化の必要を語りかけるCMを作成した[5]。
  - 自民党幹事長の記者会見において背景に自民党のスローガン「改革を止めるな」等のロゴを加えたインタビューボードを設置し、自民党で新しく決まる公認候補の発表の際に必ずテレビ番組のニュースでその模様が流れることを活用した[6]。
  - 選挙期間の最終日に自民党は集票力のある小泉首相や安倍晋三幹事長代理を原則として移動に時間のかからない首都圏でできるだけ多くの接戦選挙区で遊説することとした[7]。
  - 自民党は投票日に全国紙2紙で見開き全面広告、全国紙2紙に1面広告、スポーツ新聞5紙に小泉純一郎首相を前面に出して「私は、問いたい。郵政民営化に賛成か、反対か。改革の前身か、後退か。」というメッセージを出した政党としての新聞広告を掲載した[8]。

## メディア
日本テレビ報道部記者の小栗泉によると、日本テレビでは小泉首相の側から見た場合の一方的なレッテル貼りに通じる「造反」や「刺客」といった言葉はニュースでは一切使わないように申し合わせたが、どんなに「造反」や「刺客」という言葉を使わないようにしても、「造反」と呼称された勢力の一部が国民新党や新党日本等の新党を立ち上げていき、与党候補が空白となった選挙区に自民党執行部によって次々と新たな郵政民営化賛成派候補（いわゆる「刺客」と呼称された）が擁立されていく等して実際の政治家たちの言動が郵政民営化を巡る争いを軸になされる中で、「造反」組や「刺客」と呼ばれた彼らを取材しない、もしくは放送しないという選択肢は速報性・同時性を重視するテレビにはなかったとしている。
政治ジャーナリストの鈴木哲夫は「テレビメディアは小泉劇場を取り上げるしかできなかったし、公平性を保とうとしてもできなかった」と述べている。
朝日新聞が2005年10月22日・23日の全国世論調査ではメディアが特定の政党や選挙区ばかりを取り上げている印象を持ったかという質問では「持った」が50％となり、「持たなかった」の41％を上回った。

## その他
- 郵政民営化法案に賛成する議員を公認候補とし、反対した議員には公認を与えず対立候補（刺客候補）を擁立した小泉首相のやり方をイギリスにおけるロイド・ジョージ首相による1918年イギリス総選挙（クーポン選挙）になぞらえる意見がある[12]。

- 純一郎の次男、小泉進次郎の政治手法についても父親同様に「小泉劇場」或いはその再来と評されることがある[13][14][15]。